# Trichostetha coetzeri
Trichostetha coetzeri är en skalbaggsart som beskrevs av Holm och Wessel Marais 1988. Trichostetha coetzeri ingår i släktet Trichostetha och familjen Cetoniidae. Inga underarter finns listade i Catalogue of Life.

## Bildgalleri

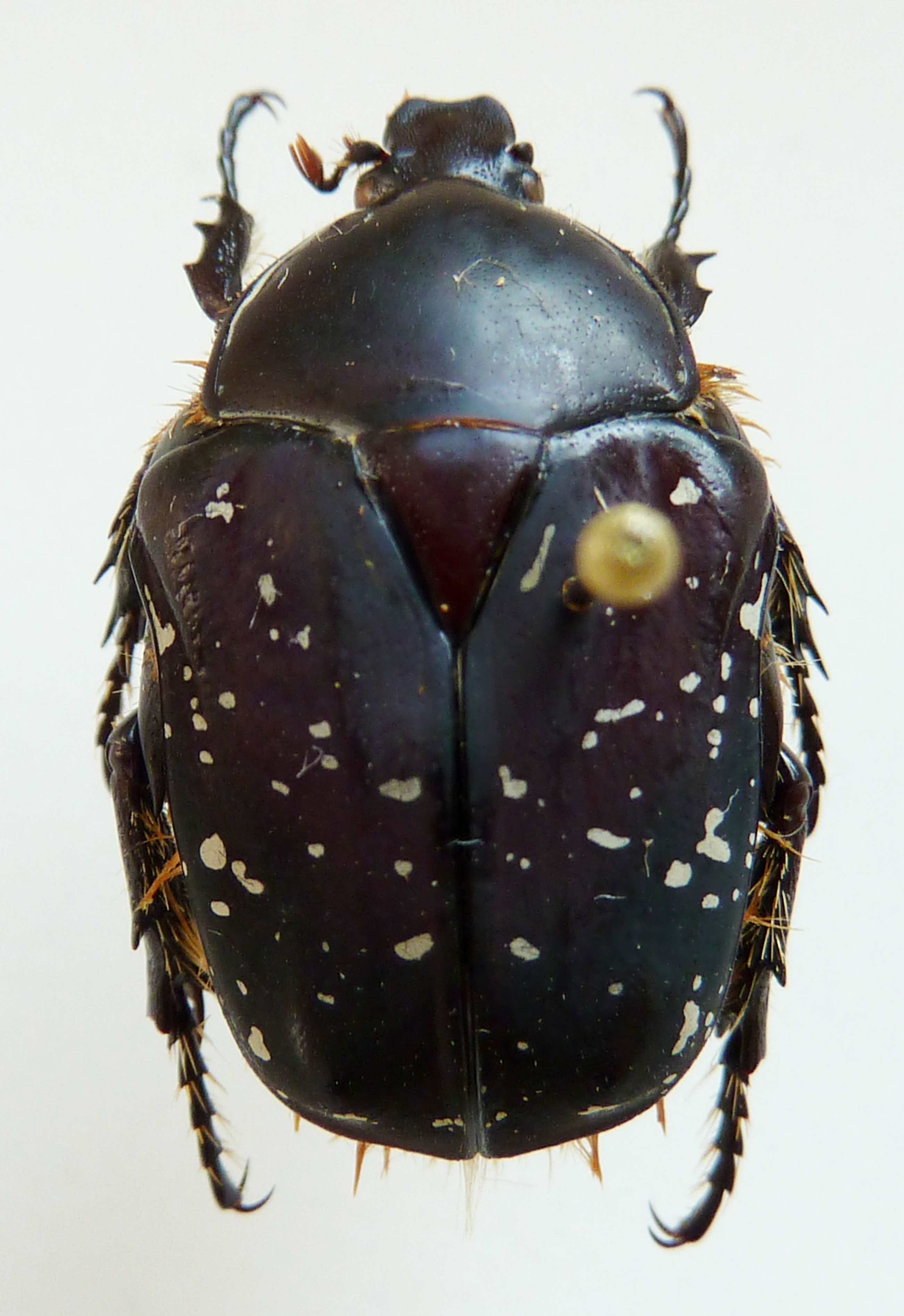
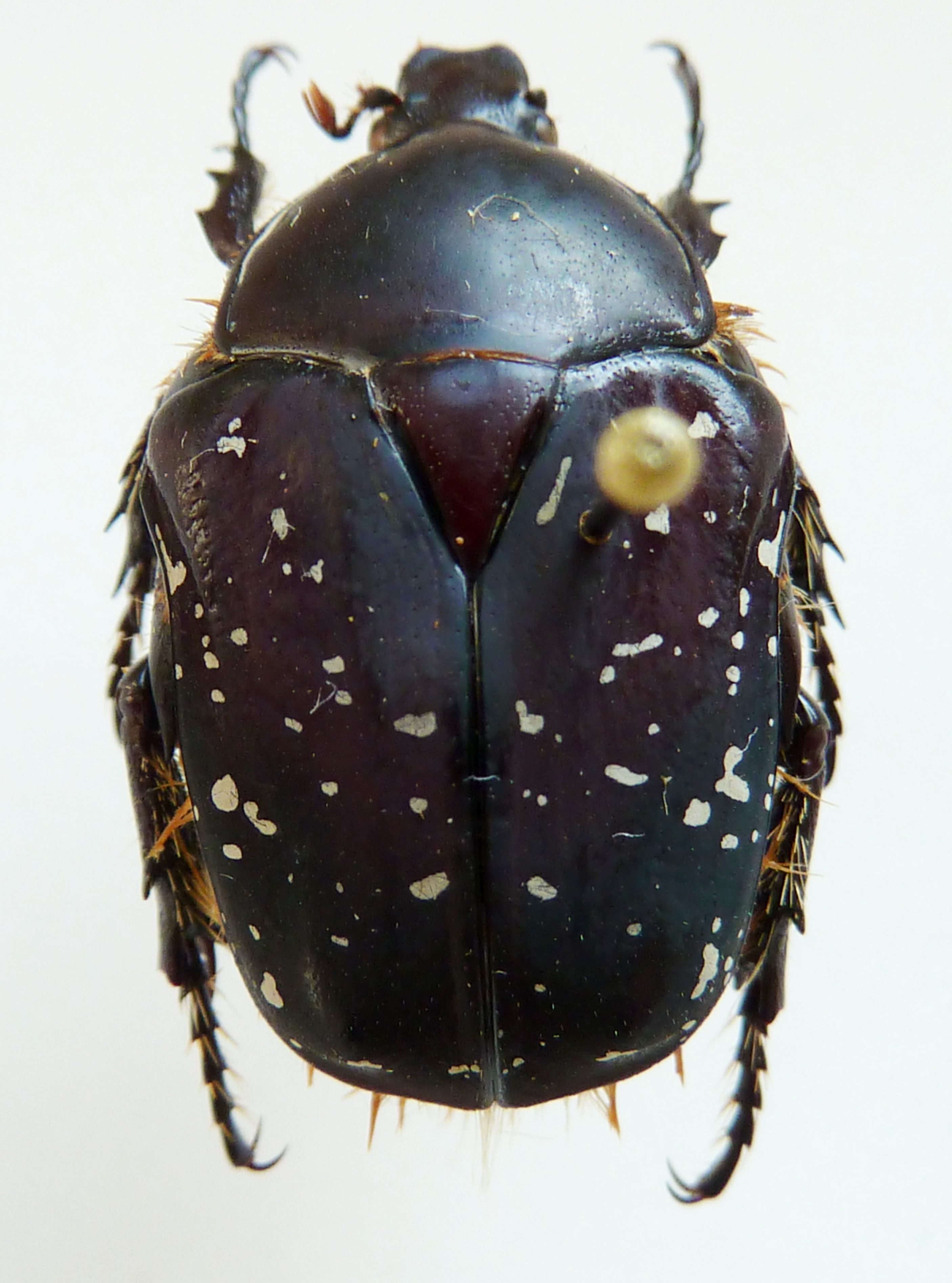
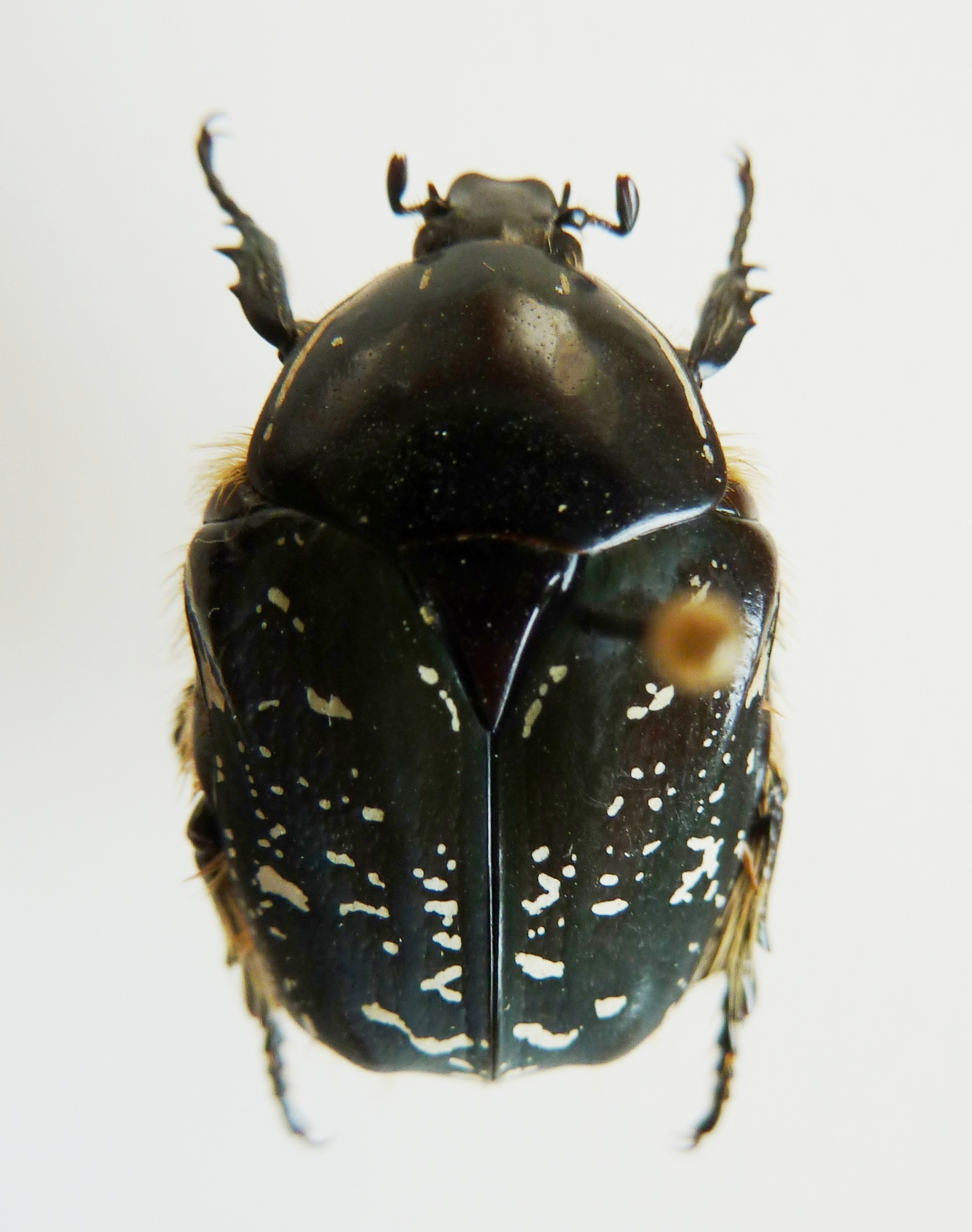
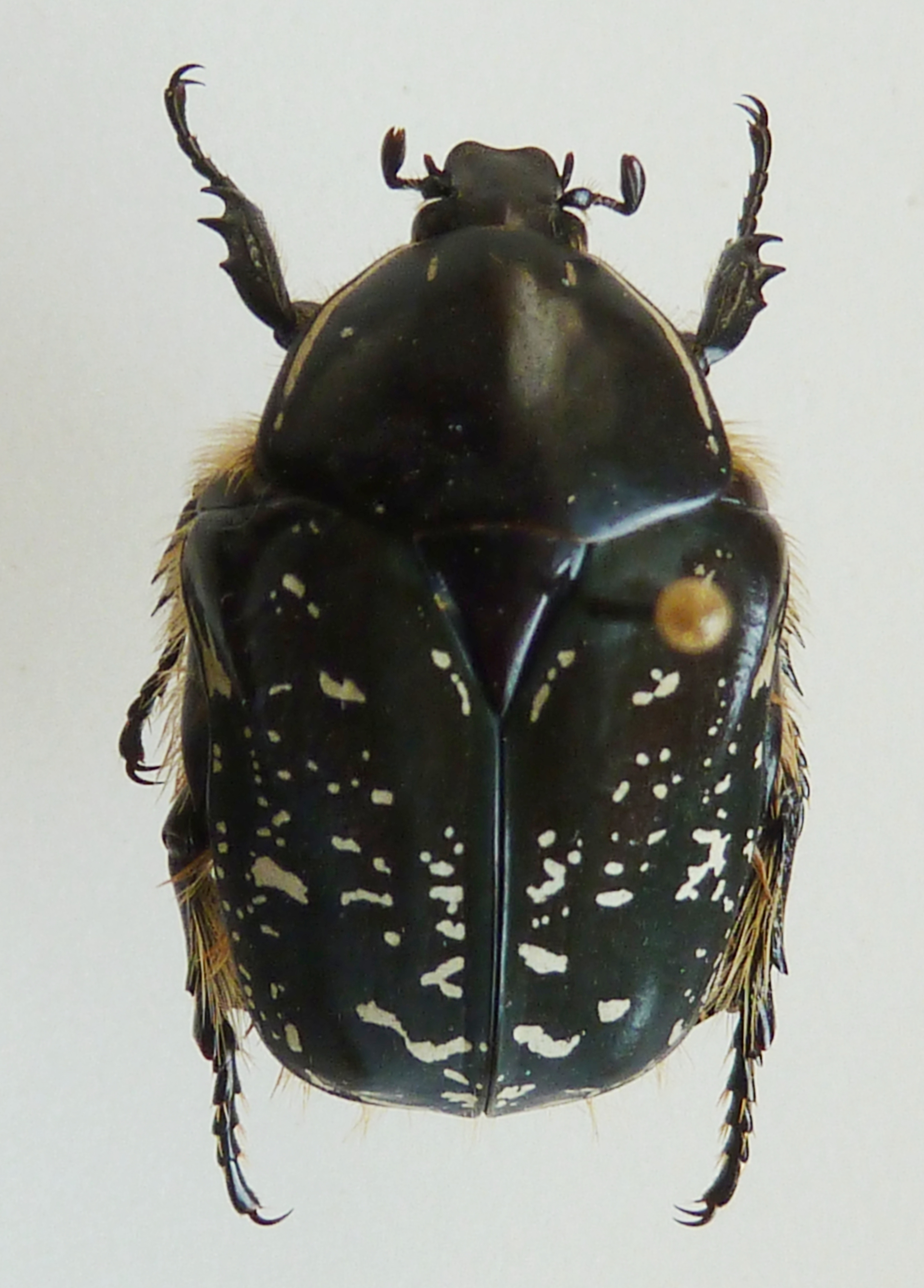
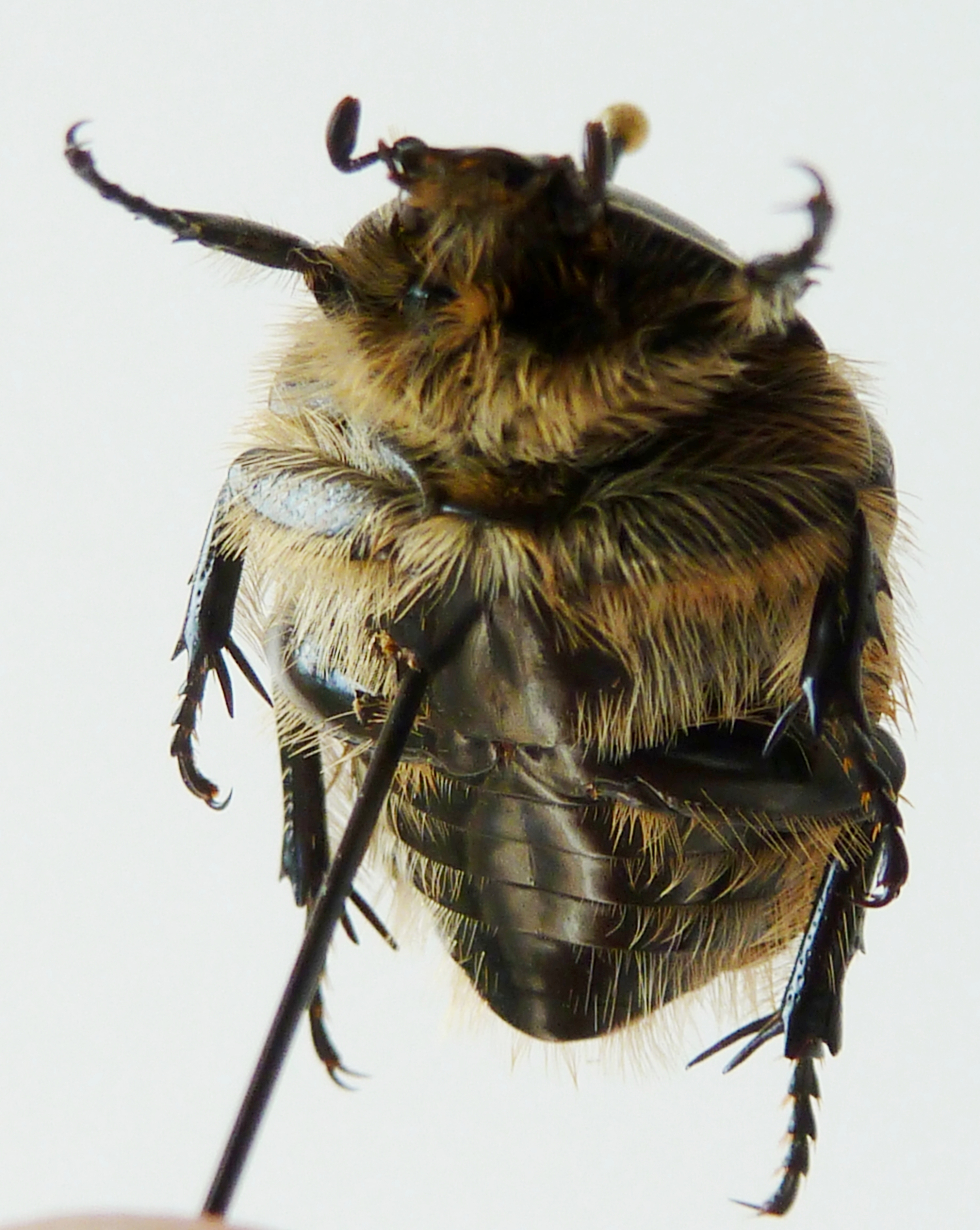
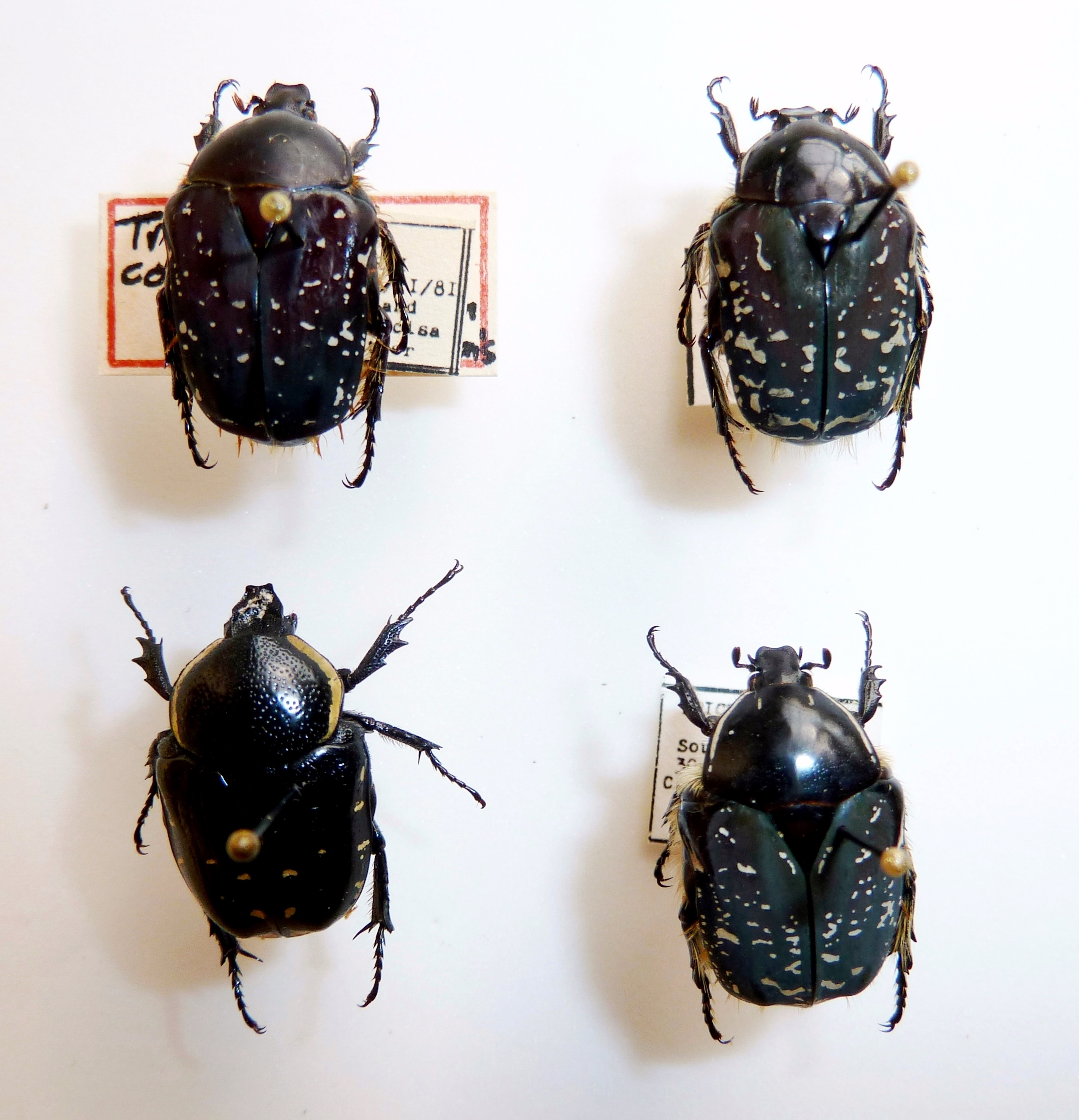